# Xavier Rey i Sanuy
Xavier Rey i Sanuy (Barcelona, 13 de juliol de 1987) a és un jugador de bàsquet català. Mesura 2,10 metres d'estatura, i juga a la posició de pivot. Procedeix del planter blaugrana.

## Trajectòria esportiva

### Planter del Barça i cessions
Milita des de petit en les categories inferiors del FC Barcelona, arribant a l'equip cadet B el 2001 i a l'any següent al cadet A. Tot i així, va donar els seus primers passos a la cantera dels Lluïsos de Gràcia. Les dues temporades següents les passaria en l'equip júnior del club. És internacional en pràcticament totes les categories, aconseguint amb la selecció espanyola el quart lloc en l'Europeu sub'18 de Belgrad de 2005. El 2005 passa a formar part de la plantilla del WTC Cornellà, equip filial del Barça, que disputa la Lliga LEB Plata, i en la qual amitjana en la seva primera temporada 9,1 punts i 7,6 rebots per partit.
Continua una temporada més en el filial, amb xifres similars als de l'any anterior, i en la temporada 2007- 08 marxa cedit a l'Alerta Cantàbria de la LEB Or |, on va disputar 13 partits, amitjanant 5 punts i 3,3 rebots, abans d'anar-se'n cedit novament al Bàsquet Manresa, on acabaria la temporada amitjanant 1,1 punts i 1,1 rebots en els escassos 6 minuts de joc per partit dels que va disposar.
Abans que això ocorregués, el 2007 es va proclamar subcampió d'Europa amb la selecció espanyola en l'Europeu sub20 disputat en Gorizia (Itàlia) i FA una novació Gorica (Eslovènia), caient a la final davant de Sèrbia per 87-78, torneig en el qual va acabar com a millor taponador d'aquest.

### Primer equip
El juliol de 2008 el FC Barcelona va exercir el seu dret de tempteig sobre el jugador, inscrivint-lo en la primera plantilla per a la Temporada 2008-09 de l'acb.
Des del 2010 fins al 2014 -4 temporades- va jugar al Club Baloncesto Gran Canaria, equip del qual es va desvincular l'agost de 2014.

#### Estadístiques a l'Acb
| Temporada - Liga | Equipo          | P  | Min   | Pts. | % 3PTS | % 2PTS | % TL | R Of. | R. Def. | RT   | Asis | Rob | Err | FP  | Tap | Efi |
| ---------------- | --------------- | -- | ----- | ---- | ------ | ------ | ---- | ----- | ------- | ---- | ---- | --- | --- | --- | --- | --- |
| 2008-2009 \| ACB | Cajasol Sevilla | 16 | 18:20 | 6    | 0      | 50     | 69   | 1.88  | 2.25    | 4.12 | 0.5  | 0.5 | 0.9 | 2   | 1.1 | 8.9 |
| 2008-2009 ACB    | Regal Barcelona | 2  | 3     | 0    | 0      | 0      | 0    | 0     | 0       | 0    | 0    | 0.5 | 0   | 0   | 0   | 0.5 |
| 2007-2008 ACB    | Bàsquet Manresa | 15 | 5:56  | 1.1  | 0      | 27     | 75   | 0.5   | 0.6     | 1.1  | 0    | 0.1 | 0.2 | 0.9 | 0.4 | 1.2 |